# Jambewangi (Selopuro)
Jambewangi is een bestuurslaag in het regentschap Blitar van de provincie Oost-Java, Indonesië. Jambewangi telt 3839 inwoners (volkstelling 2010).